# ماريا فريدريكس
ماريا فريدريكس (بالإنجليزية: Mariah Fredericks) هي كاتبة أمريكية معروفة برواياتها التي تستهدف جمهور الشباب وكذلك روايات الغموض والتشويق. ولدت وترعرعت في مدينة نيويورك.

## حياتها
تخرجت ماريا فريدريكس من كلية فاسار، وبدأت مسيرتها الأدبية بنشر روايات للشباب، قبل أن تتجه لاحقًا إلى كتابة روايات الغموض التي تدور أحداثها في نيويورك خلال مطلع القرن العشرين.

## أعمال مختارة
من أبرز رواياتها:
- The Girl in the Park (2012)

- A Death of No Importance (2018)

- Death of a New American (2019)

- Death of an American Beauty (2020)